# Niederhorn
Niederhorn är en bergstopp i Schweiz.   Den ligger i distriktet Interlaken-Oberhasli och kantonen Bern, i den centrala delen av landet, 40 km sydost om huvudstaden Bern. Toppen på Niederhorn är 1 963 meter över havet, eller 51 meter över den omgivande terrängen. Bredden vid basen är 1,1 km.
Terrängen runt Niederhorn är kuperad åt nordväst, men åt sydost är den bergig. Runt Niederhorn är det ganska tätbefolkat, med 111 invånare per kvadratkilometer.. Närmaste större samhälle är Thun, 12,6 km väster om Niederhorn. 
I omgivningarna runt Niederhorn växer i huvudsak blandskog.